# Jeffrey Hammond
Jeffrey Hammond, talvolta accreditato come Jeffrey Hammond-Hammond (Blackpool, 30 luglio 1946), è un bassista britannico, componente del gruppo storico progressive dei Jethro Tull dal 1971 al 1975: ha partecipato alla realizzazione di 6 album. Del quarto di essi, A Passion Play, ha anche contribuito come coautore e voce narrante della parte centrale dell'album: The Story of The Hare Who Lost His Spectacles.

## Biografia
Amico di Ian Anderson fin dal periodo scolastico, all'età di 17 anni formò una band giovanile insieme allo stesso Anderson e ad altri due futuri membri dei Jethro Tull, John Evan e Barriemore Barlow. La band si chiamava The Blades e provava nello scantinato messo a disposizione di Evan. Ben presto il nome cambiò in The John Evan Band, ma di li a poco Hammond decise di lasciare la musica per dedicarsi alla pittura.
Dopo che Ian Anderson gli ebbe dedicato tre canzoni nei primi tre album dei Jethro Tull (Song for Jeffrey in This Was, Jeffrey Goes to Leicester Square  in Stand Up e For Michael Collins, Jeffrey And Me in Benefit), nel 1971 fu convinto ad entrare a far parte del gruppo per sostituire Glenn Cornick, suonando il basso nell'album Aqualung che rese la band celebre in tutto il mondo.
Durante i concerti, spesso indossava un caratteristico abito a strisce bianche e nere, intonato col suo basso che aveva gli stessi colori.
Nell'album A Passion Play è accreditato come coautore ed è la voce narrante (con un accento esagerato del Lancashire) della parte centrale dell'opera: The Story of The Hare Who Lost His Spectacles.
A lui è attribuita l'invenzione del claghorn, uno strumento ibrido ottenuto da un sassofono e da un flauto, suonato da Ian Anderson in Dharma for one.
Nel 1975, dopo la registrazione di Minstrel in the Gallery, Hammond abbandonò la musica per tornare a dedicarsi alla pittura e fu sostituito da John Glascock. Come pittore è sempre stato molto riservato e, fino al 2017, solo amici intimi e parenti potevano osservare le sue opere.

## Discografia

### Con i Jethro Tull

#### LP
- Aqualung (1971), (Chrysalis)
- Thick as a Brick (1972), (Chrysalis)
- Living in the Past (album) (compilation, 1972), (Chrysalis)
- A Passion Play (1973), (Chrysalis)
- War Child (1974), (Chrysalis)
- Minstrel in the Gallery (1975), (Chrysalis)